# ميغيل توبون
ميغيل توبون (بالإسبانية: Miguel Tobon)‏ مواليد 22 يونيو 1968 في ميديلين، هو لاعب كرة مضرب كولومبي سابق بدأ مسيرته كمحترف سنة 1989 وكان يلعب باليد اليمنى، اعتزل اللعب في 2001. أعلى تصنيف له في الفردي كان المركز الـ 205 في سنة 1996. أعلى تصنيف له في الزوجي كان المركز الـ 295 في سنة 1994.

## النهائيات

### الفردي: 1 (0–1)
| الحصيلة | الرقم | السنة | الدورة           | الأرضية | المنافس في النهائي | النتيجة في النهائي |
| ------- | ----- | ----- | ---------------- | ------- | ------------------ | ------------------ |
| الوصافة | 1.    | 1995  | بوغوتا, كولومبيا | ترابية  | نيكولاس لابينتي    | 6–2, 1–6, 4–6      |

## روابط خارجية
- ميغيل توبون على موقع رابطة محترفي التنس (الإنجليزية)
- ميغيل توبون على موقع الاتحاد الدولي لكرة المضرب (الإنجليزية)
- ميغيل توبون على موقع كأس ديفيز (الإنجليزية)
- ميغيل توبون على موقع خلاصة التنس.كوم (الإنجليزية)